# Maniera moderna
(Giorgio Vasari, Le vite de' più eccellenti pittori, scultori e architettori, Proemio della terza parte)

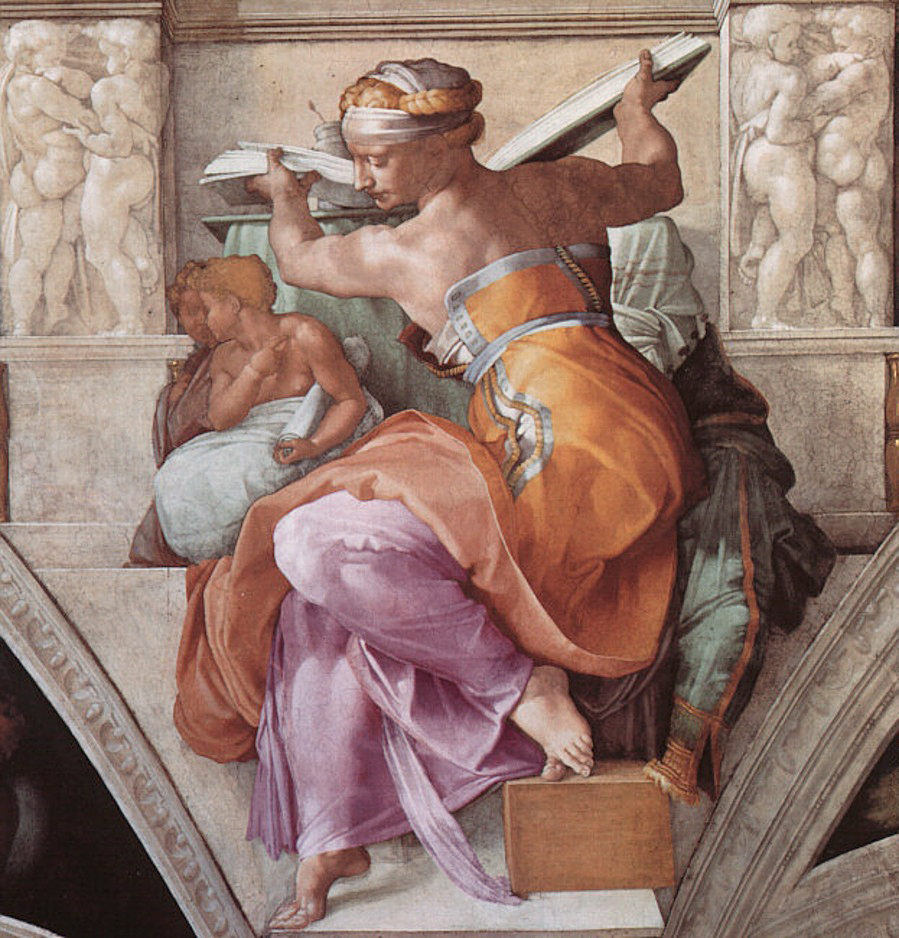
Michelangelo, Sibilla Libica, Cappella Sistina

Leonardo, Sant'Anna, la Vergine e il Bambino, Louvre

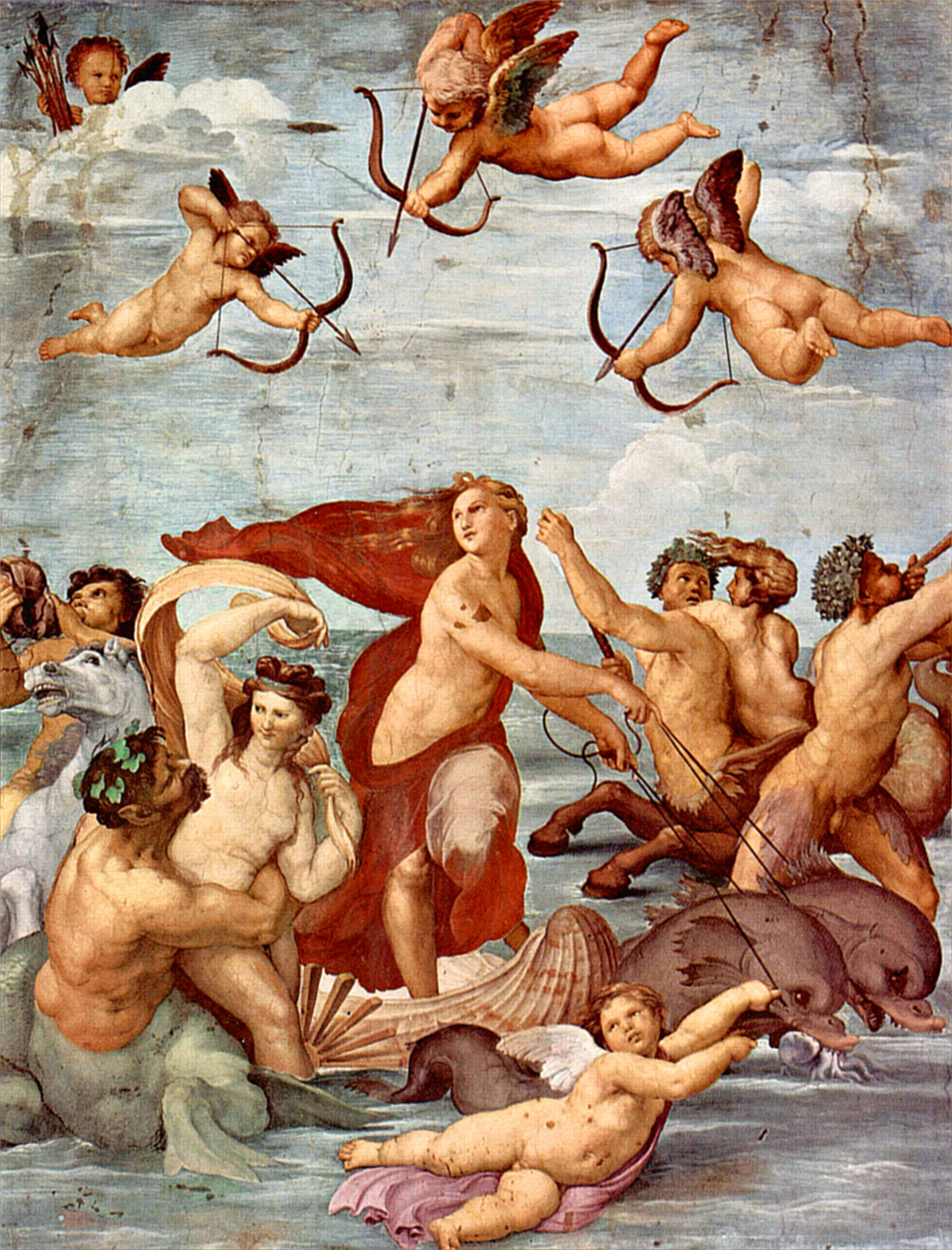
Raffaello, Trionfo di Galatea, villa della Farnesina

Con Maniera moderna si indica la produzione artistica del Rinascimento maturo, a partire dagli ultimi decenni del XV secolo, che sfociò, dopo il 1520, nel Manierismo. Il termine venne coniato da Giorgio Vasari nelle Vite de' più eccellenti pittori, scultori e architettori, che nell'edizione finale uscì nel 1568. 

## La definizione vasariana
Vasari divise la sua opera in più parti, corrispondenti a un "progresso dell'arte", che andava da Cimabue, primo superatore della "scabrosa goffa e ordinaria [...] maniera greca" (cioè lo stile bizantino) e raggiungendo il culmine in Michelangelo Buonarroti, il supremo artefice che aveva superato definitivamente gli "antichi".
La prima parte descriveva gli artisti da Cimabue, appunto, agli artisti del gotico internazionale; la seconda iniziava dai pionieri del Rinascimento fino al tardo Quattrocento, gli artisti della "maniera secca"; nel proemio della terza parte si spiegava il superamento della "seconda età", caratterizzata dall'accento sulle "difficoltà" prospettiche e sulle "vedute spiacevoli", in favore di opere d'arte soddisfacenti sotto tutti gli aspetti, naturali e armoniose, a cui manca solo "il moto et il fiato". 
Le radici della "maniera moderna" furono quindi le esperienze fiorentine e veneziane degli ultimi decenni del Quattrocento, con una sintesi del meglio che avviene a Milano, grazie alla presenza contemporanea di Leonardo e Bramante, che avviano un processo di fecondissimi scambi anche con la tradizione locale. 

## Sviluppo del concetto
L'idea di un "progresso" nelle arti figurative non è comunque un'invenzione vasariana, ma affiorava già nell'ambiente fiorentino della prima metà del Quattrocento, riscoprendo le idee di Plinio, Cicerone e Quintiliano. L'idea di fondo era quella, abbastanza radicata nell'approccio alla storia dell'arte tutt'oggi, di uno sviluppo dalle tecniche di rappresentazione convenzionali e stilizzate verso la "mimesi", cioè una sempre più accurata e convincente imitazione della natura, grazie a una padronanza perfezionata dei mezzi artistici. 
Gli artisti e i letterati, d'altro canto, avevano ormai avviato un processo di rivalutazione del proprio operato: se nel Medioevo la produzione artistica era un'arte "manuale" (o "maccanica"), legata cioè strettamente alle volontà del committente e per certi versi assimilabile al nostro concetto di "artigianato", a partire dagli scritti di Leon Battista Alberti era iniziata una rivendicazione della dignità intellettuale del processo creativo, fondato su principi teorici (la progettazione, il disegno) che lo proiettavano nel campo delle arti liberali. 
L'artista ormai doveva possedere conoscenze scientifiche e teoriche, che gli permettevano sempre più spesso di svolgere un'attività polivalente, dalla pittura alla scultura o all'architettura, fino all'ingegneria militare o alla progettazione di feste, celebrazioni e apparati scenografici. Gradualmente il mondo degli artisti si era avvicinato a quello delle élite culturali dei committenti: già nel XV secolo si assiste alla trasformazione dei migliori artisti in cortigiani, capaci di interagire alla pari anche con i personaggi più potenti, colti e raffinati. 
Questo miglioramento avveniva anche grazie alle migliori conoscenze scientifiche.

## Protagonisti
Vasari vide in Leonardo da Vinci, Michelangelo Buonarroti e Raffaello i fondatori della Maniera moderna. 
Accanto a loro i maggiori artisti del periodo furono Bramante, Fra Bartolomeo, Andrea del Sarto, Pontormo, Rosso Fiorentino, Correggio, Giorgione, Tiziano, Sebastiano del Piombo.

## Diffusione
La diffusione della maniera moderna segnò la creazione di un nuovo linguaggio comune per l'arte italiana, che mise in secondo piano le varianti locali del Rinascimento che avevano caratterizzato la seconda metà del Quattrocento. Al policentrismo delle corti e delle scuole subentrò una forte egemonia dei centri maggiori, quali Firenze, Venezia, Milano e, soprattutto, Roma. 
Mentre il primato italiano nel contesto artistico europeo si delineava ormai nettamente, la crisi politica ed economica innescata dalla discesa di Carlo VIII di Francia ruppe gli equilibri della penisola, segnando a più riprese una diaspora degli artisti. Ma le conseguenze più profonde, alimentate dai radicali turbamenti degli avvenimenti, furono il definitivo tramonto delle certezze umanistiche, che erano state il principale presupposto dell'arte del primo Rinascimento.
L'estremo sviluppo della Maniera moderna fu il Manierismo.